# I Won't Last a Day Without You
«I Won't Last a Day Without You» es una canción del dúo estadounidense Carpenters. Fue publicada el 22 de junio de 1972 como la décima canción del cuarto álbum de estudio del dúo, A Song for You. Más tarde, «I Won't Last a Day Without You» se publicó en marzo de 1974 como el sexto y último sencillo del álbum.

## Recepción de la crítica
Un escritor no especificado de Record World le otorgó el certificado de “Hit of the Week”, e indicó que “las estaciones no durarán ni un día sin agregarlo a sus listas”. Un escritor no especificado de Cash Box declaró: “La perfecta interpretación de la perfecta letra de Paul Williams por parte de Karen, respaldada por una dulce orquestación, hace que esto pista uno de los mejores que jamás hayan grabado. Si alguna vez hubo un ‘éxito automático’, definitivamente es este”.

## Lista de canciones
7-inch single – A&M 1521-S
1. «I Won't Last a Day Without You» – 3:47
2. «One Love» – 3:23

## Posicionamiento

### Gráfica semanal
| Gráfica (1974)                            | Pico de posición |
| ----------------------------------------- | ---------------- |
| Australia (Kent Music Report)             | 63               |
| Canadá (RPM Top Singles)                  | 7                |
| Canadá (RPM Pop Music Playlist)           | 1                |
| Estados Unidos (Billboard Hot 100)        | 11               |
| Estados Unidos (Billboard Easy Listening) | 1                |
| Estados Unidos (Cash Box Top 100 Singles) | 9                |

### Gráfica de fin de año
| Gráfica (1974)                            | Pico de posición |
| ----------------------------------------- | ---------------- |
| Canadá (RPM Top Singles)                  | 104              |
| Estados Unidos (Billboard Easy Listening) | 27               |
| Estados Unidos (Cash Box Top 100 Singles) | 99               |

## Otras versiones
Paul Williams, coautor de la canción, publicó su versión de la canción en su tercer álbum de estudio, Life Goes On (1972). La cantante de soul Diana Ross publicó una versión de la canción en su álbum Touch Me in the Morning (junio de 1973). Maureen McGovern lanzó su versión de la canción como el segundo y último sencillo de su álbum The Morning After (julio de 1973); su versión alcanzó el puesto #89 en Billboard, el #72 en Cash Box, y el #14 en la lista Easy Listening. En Canadá, su versión alcanzó el puesto #12 en la lista Pop Music Playlist.